# Holme Valley
Holme Valley – civil parish w Anglii, w West Yorkshire, w dystrykcie metropolitalnym Kirklees. W 2011 civil parish liczyła 27146 mieszkańców.